# Jablón
Jablón, Jablon – kaszubski demon będący mieszkańcem sadów i opiekunem drzew, krzewów owocowych oraz ogrodów, a także domniemanym sprawca kradzieży owoców i warzyw. 
Drewniana figura przedstawiająca Jablóna, jako jedna z 13 figur szlaku turystycznego „Poczuj kaszubskiego ducha" współfinansowanego ze środków unijnych i wykonana przez Jana Redźko na podstawie opracowania "Bogowie i duchy naszych przodków. Przyczynek do kaszubskiej mitologii" Aleksandra Labudy, stała do niedawna we wsi Osiek należącej do gminy Linia. Obecnie, staraniom proboszcza została zastąpiona figurą Chrystusa Króla..

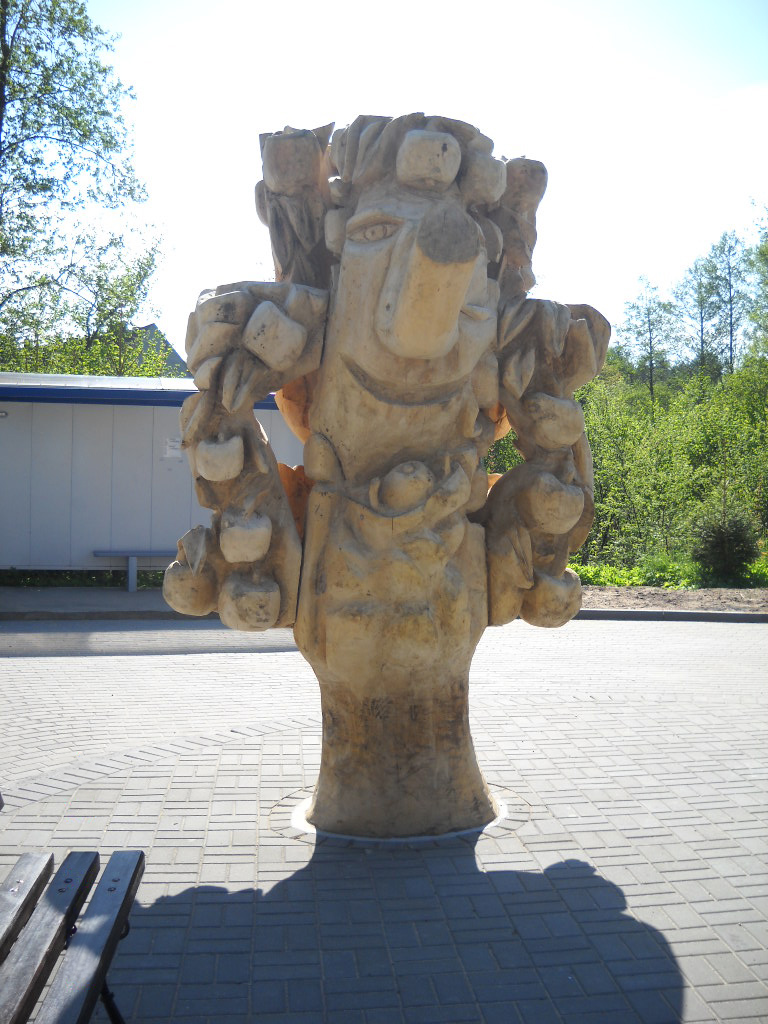
Jablón, rzeźba wykonana przez artystę ludowego Jana Redźko